# Mathias Mlekuz
Pour les articles homonymes, voir Mlekuz.
Mathias Mlekuz est un acteur, réalisateur et scénariste français, né le 1er novembre 1966 à Lens.

## Biographie
D'origine slovène, Mathias Mlekuz grandit dans le Pas-de-Calais. Il prend des cours de théâtre à Lille et rejoint à 18 ans la troupe du Campagnol qui l'amène à Paris. Au théâtre, il joue Carlo Goldoni, Anton Tchekhov, William Shakespeare. Michel Deville, Léos Carax lui proposent ses premiers rôles au cinéma. À la télévision, il participe à de nombreuses séries comme Nos enfants chéris, Nicolas Le Floch.
En 2018, il réalise son premier long métrage Mine de rien avec dans les rôles principaux Arnaud Ducret et Philippe Rebbot.

## Filmographie

### Acteur

#### Cinéma
- 1996 : La Divine Poursuite de Michel Deville
- 1997 : Pola X de Léos Carax
- 2000 : Les Acteurs anonymes de Benoît Cohen
- 2000 : Tangos volés d'Eduardo de Gregorio
- 2001 : Un Américain bien tranquille (The Quiet American) de Phillip Noyce
- 2001 : Demonlover d'Olivier Assayas
- 2001 : La Vie nue de Dominique Boccarossa
- 2003 : Nos Enfants chéris de Benoît Cohen
- 2004 : L'Américain de Patrick Timsit : Tennessee
- 2004 : Tout pour plaire de Cécile Telerman
- 2005 : Brice de Nice de James Huth : l'avocat de Brice de Nice.
- 2005 : Cherche fiancé tous frais payés d'Aline Issermann
- 2005 : Les Brigades du Tigre de Jérôme Cornuau
- 2006 : Qui m'aime me suive de Benoît Cohen
- 2006 : Pars vite et reviens tard de Régis Wargnier
- 2007 : Les Deux Mondes de Daniel Cohen
- 2007 : Deux jours à tuer de Jean Becker
- 2007 : 48 heures par jour de Catherine Castel
- 2007 : Cherche fiancé tous frais payés de Aline Issermann
- 2007 : Mes amis, mes amours de Lorraine Lévy
- 2009 : Commis d'office de Hannelore Cayre
- 2009 : Divorces de Valérie Guignabodet
- 2011 : La Conquête de Xavier Durringer
- 2012 : Plan de table de Christelle Raynal
- 2012 : Bowling de Marie-Castille Mention-Schaar
- 2013 : Les Petits Princes de Vianney Lebasque
- 2014 : À la vie de Jean-Jacques Zilbermann
- 2016 : Les Enfants de la chance de Malik Chibane
- 2023 : Ma langue au chat de Cécile Telerman
- 2024 : À bicyclette ! de lui-même

#### Courts métrages
- 2000 : Le bonheur ne tient qu'à un film de Laurence Côte
- 2004 : La Bourde de Mathieu Demy
- 2005 : Flagrant délit de Benoît Cohen
- 2010 : Quidam de Gaël Naizet

#### Télévision
- 1999 : Vérité oblige
- 2000 : Crimes en série, série - épisode Le disciple
- 2002-2005 : Avocats et Associés, série
- 2005 : Comme deux gouttes d'eau de Stéphane Kurc
- 2005 : Le Triporteur de Belleville de Stéphane Kurc
- 2005 : Quelques mots d'amour de Thierry Binisti
- 2006 : Petits meurtres en famille d'Edwin Baily, série
- 2006 : La Promeneuse d'oiseaux de Jacques Otmezguine
- 2007 : Nos enfants chéris (série TV)
- 2007 : Voici venir l'orage... de Nina Companeez
- 2008-2018 : Nicolas Le Floch (série TV) : l'inspecteur Pierre Bourdeau
- 2009 : Hors du temps de Jean-Teddy Filippe
- 2010 : Le Pigeon de Lorenzo Gabriele
- 2010 : Je vous ai compris, De Gaulle 1958-1962 de Serge Moati
- 2010 : Les Châtaigniers du désert de Caroline Huppert
- 2010 : Face au volcan tueur de Jérôme Cornuau
- 2011 : Longue Peine de Christian Bonnet
- 2011 : L'Âme du mal de Jérôme Foulon
- 2012 : Boulevard du Palais (Saison 15, Épisode : Silence de Mort) de Christian Bonnet : Régis Perrin
- 2013 : Drumont, histoire d'un antisémite français d'Emmanuel Bourdieu
- 2013 : J'adore ma vie de Stéphane Kurc
- 2014 : Nina (série) de Eric Le Roux et Nicolas Picard-Dreyfuss
- 2014 : Fais pas ci, fais pas ça (saison 7)
- 2016 : La Bonne Dame de Nancy de Denis Malleval : Gilbert Thiel[5]
- 2016: Le Mari de mon mari de Charles Nemes : Christophe[6]
- 2017-2021 : Missions (série) de Julien Lacombe : William Meyer
- 2018 : Qu'est-ce qu'on attend pour être heureux ?, série d'Anne Giafferi et Marie-Hélène Copti : Fred
- 2021 : L'Amour flou : Marc
- 2021 : Coups de sang de Christian Bonnet : Serge Lantier
- 2024 : Meurtres à Honfleur de Christelle Raynal : Levère

### Réalisateur et scénariste
- 2020 : Mine de rien
- 2024 : À bicyclette !

## Théâtre
- 1986 : Vautrin d'après Honoré de Balzac, mise en scène Jean Gilibert et Jean-Claude Penchenat, La Piscine, Châtenay-Malabry
- 1987 : Coïncidence d'après Carlo Goldoni, Jean-Claude Grumberg, Marivaux, Henry Monnier, William Shakespeare et Anton Tchekhov, mise en scène Jean-Claude Penchenat et Liliane Delval, Théâtre Victor-Hugo, Bagneux, tournée
- 1988 : Le chat botté de Jean-Claude Grumberg d'après Ludwig Tieck, mise en scène Jean-Claude Penchenat, La Piscine, Châtenay-Malabry, tournée
- 1990 : La Dispute de Marivaux, mise en scène Élisabeth Chailloux et Une des dernières soirées de carnaval de Carlo Goldoni, mise en scène Jean-Claude Penchenat, La Piscine, Châtenay-Malabry, Théâtre Renaud-Barrault, tournée
- 1993 : Le joueur de Carlo Goldoni, mise en scène Jean-Claude Penchenat, Théâtre de la Criée Marseille, Théâtre de Corbeil-Essonnes, tournée
- 1994 : Les Trois Sœurs d'Anton Tchekhov, mise en scène Eric Lacascade et Guy Alloucherie, Ballatum Théâtre
- 1995 : La servante (histoire sans fin) de et mes Olivier Py, Festival d'Avignon, Manufacture des œillets
- 1996 : La Cerisaie d'Anton Tchekhov, mise en scène Margarita Mladenova et Ivan Dobtchev, Tournée
- 1997 : Peines d'amour perdues de William Shakespeare, mise en scène Jean-Claude Penchenat, Nouveau Théâtre d'Angers, Théâtre d'Arcueil
- 1998 : Gorki-Tchekhov, mise en scène Georges Buisson, Théâtre Artistic-Athévains
- 2000 : Trio de Bogusław Schaeffer, mise en scène Urszula Mikos, tournée
- 2002 : Kordian de Juliusz Slowacki, mise en scène Ursula Mikos, Centre Wallonie-Bruxelles

## Distinctions
- Festival du film francophone d'Angoulême 2024 : Valois de la mise en scène pour À bicyclette !
- Prix du public au festival '' ciné des villes et des champs'' à Bourganeuf 2024